# Mitología escocesa
La mitología escocesa es la colección de mitos que han surgido a lo largo de la historia de Escocia, elaborados en algunos casos por generaciones sucesivas, y otras veces, en cambio, rechazados y reemplazados por otras narrativas explicativas.

## Mitos de la naturaleza

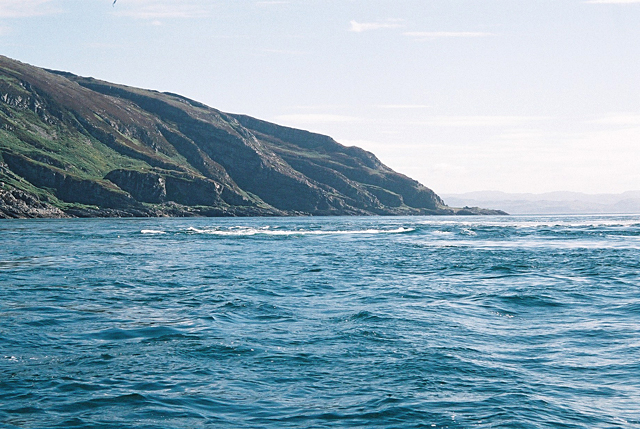
El remolino de Corryvreckan

Los mitos y leyendas de Escocia tienen un "color local" pues narran la forma de vida durante los tiempos de antaño, además de dar una perspectiva sobre la naturaleza del país durante varias estaciones del año. Se creía que Beira, la Reina del Invierno, tenía un firme control sobre el país al producir tormentas durante enero y febrero, impiendo que la vegetación surgiera. Era consideraba una anciana ruda y brutal que agitaba la mortal acción en espiral de Corryvreckan, provocando nieve, así como torrentes que provocaban que los ríos se desbordaran. Se le atribuía incluso la creación de lochs y de montañas.
La mitología escocesa no es como la de los mitos griegos y romanos, en tanto se centra más en la explicación de varios aspectos de la naturaleza. En este contexto, la diosa más poderosa y temida es Beira, que representa el invierno, el que gobierna a lo largo de toda su duración. Durante el día de Beltane, le cede el poder prontamente a Brigid, quien disfruta de él hasta Samhain. Este mito es paralelo a un mito popular de los mayas y tiene que ver con el poder femenino en la "creación y el ciclo del año". Sin embargo, Donald Mackenzie en su libro Scottish Wonder Tales from Myth and Legend afirma que, a diferencia de las diosas de la antigua Grecia, las diosas de los mitos escoceses no son glorificadas..
Los ríos en Escocia eran considerados como los lugares de residencia de diosas, y sus características denotaban la naturaleza del río, como el río Forth, que es se llamado "río sordo o silencioso" gracias a sus condiciones de flujo silencioso, o el río Clyde que es llamado "el río purificador", pues era la causa de restregados y limpiezas, al llevar "barro y arcilla" durante la temporada de inundaciones.

### Gran madre

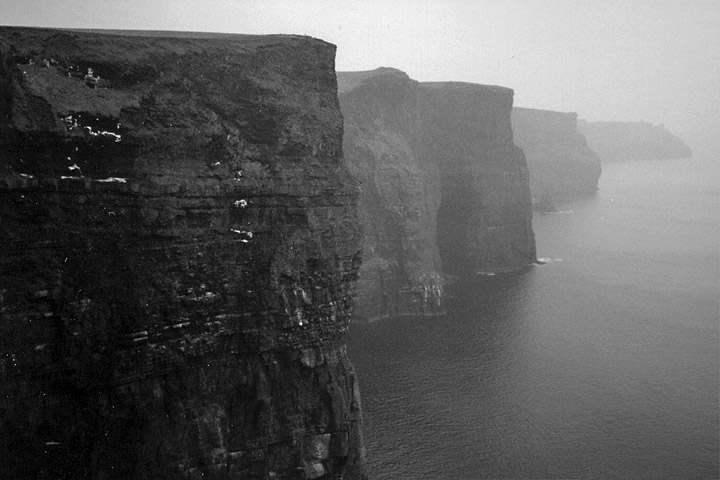
Ceann Caillí ('Cabeza de Bruja'), el extremo sur de los acantilados de Moher en el condado de Clare. Uno de los muchos lugares que reciben su nombre de Cailleach

Las diosas celtas tenían gran autoridad y se les asociaba con la fertilidad femenina, en relación con la divinidad femenina y la tierra. En tiempos antiguos, la tierra y las sociedades nacionales de los celtas estaban vinculadas con el cuerpo de la diosa (también atribuida como "diosa tribal") y su representante en la tierra era la reina. Otro personaje "ambivalente" en los mitos escoceses fue la "bruja", la diosa, el gaélico Cailleach y la giganta, un ser divino que es dañino. La bruja también es considerada una "sanadora" y útil durante el parto y es divina y se dice que tiene "una larga ascendencia y una longevidad increíble". También se la conoce como "creadora y destructora a la vez, dulce y feroz, madre y cuidadora".

## Mitología nacional
Muchas leyendas de origen entre los escoceses surgieron durante el período histórico, sirviendo a varios propósitos.
Uno leyenda de origen escocés, o una narración pseudo-histórica sobre la fundación del pueblo escocés, aparece en forma adaptada la Vida de san Cathróe de Metz, escrita en latín en el siglo X. Según esta, colonizadores provenientes del Asia menor griega navegaron los mares y llegaron a Cruachan Feli "la montaña de Irlanda", probablemente refiriéndose a Cruachan Éli (Croagh Patrick, condado de Mayo), un sitio famoso en la hagiografía hiberno-latina desde la publicación del Collectanea de Tírechán. Mientras deambulaban por Irlanda, desde Clonmacnoise, Armagh y Kildare hasta Cork, y finalmente, hasta Bangor, estuvieron continuamente en guerra con los Pictanei. Tras algún tiempo, cruzaron el Mar irlandés para invadir Caledonia Norte de la Bretaña Romana, capturando sucesivamente a la isla de Iona y las ciudades de Rigmhonath y Bellathor en el proceso. Se hace eco a estos últimos sitios con la aparición de Cinnrígmonaid y Cinnbelathoir en la Crónica de los Reyes de Alba. El territorio así conquistado recibió entonces el nombre de Scotia en honor a Scota, la esposa egipcia del comandante espartano Nél o Niul, y luego san Patricio convirtió a sus habitantes al cristianismo.
Una vez que los pictos adoptaron la cultura gaélica y sus características reales pasaron al olvido, los vacíos en la historia fueron llenados con elementos folclóricos. La "repentina desaparición" de este pueblo fue explicada como una masacre que tuvo lugar en un banquete ofrecido por Kenneth MacAlpin (un tema típico en el folclore internacional) y se les atribuyó poderes como los que tenían las hadas, elaborando bebidas alcohólicas de brecinas con recetas secretas y viviendo en cámaras subterráneas. En el siglo XVIII los pictos fueron apropiados como raza "germánica".[cita requerida]

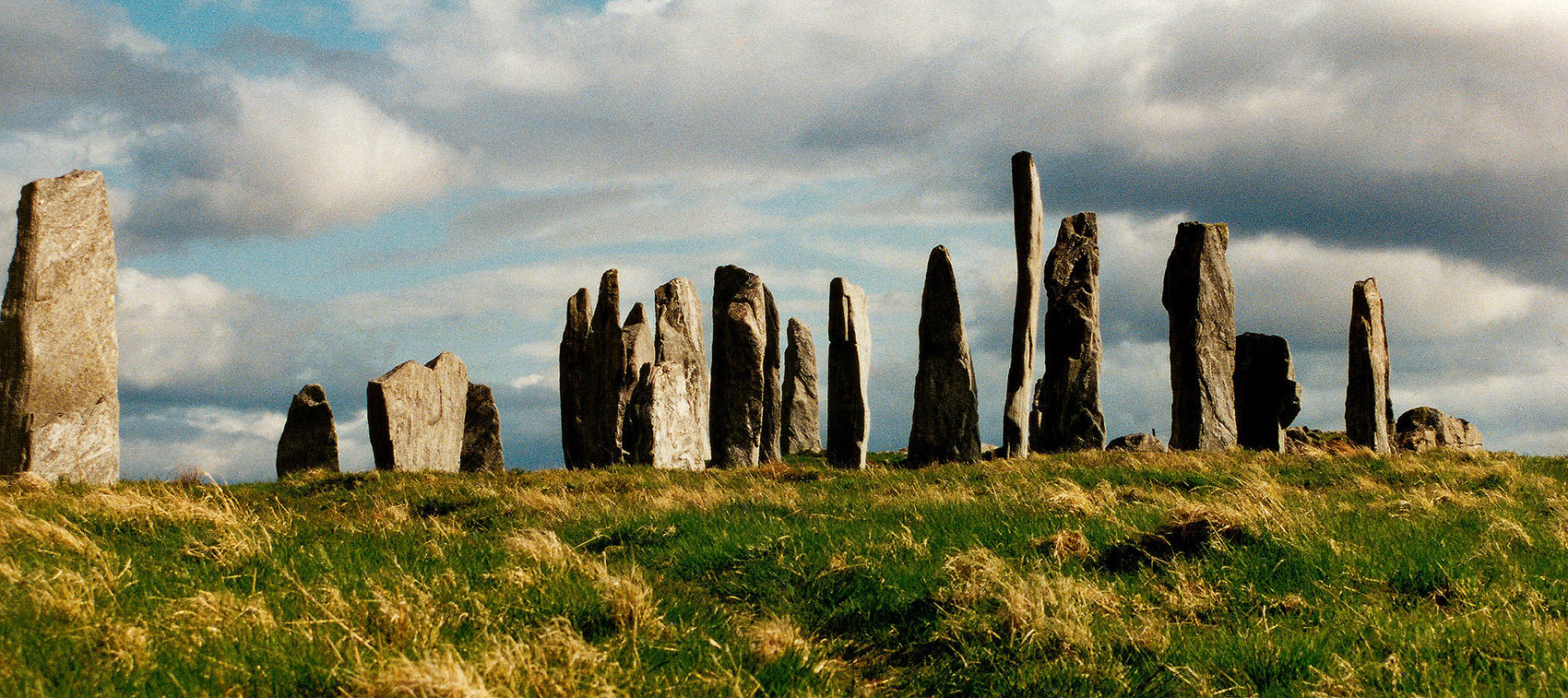
Piedras de Callanish

En las tierras celtas de Escocia, conocidas también como Gàidhealtachd, se encuentran antiguas construcciones precristianas. En la isla de Lewis, en el extremo más lejano del noroeste de Escocia se encuentran las piedras de Callanish, similares a Stonehenge. Se cree que son más antiguas que Stonehenge y que han estado de pie por más de 5000 años. Se dice que denotan un culto al sol.

## Ciclo de Úlster
Gracias al movimiento de personas provenientes de Úlster hacia Escocia occidental, dando lugar a estrechos vínculos lingüísticos entre Úlster y el occidente de Escocia, gran parte de la mitología gaélica fue importada a Escocia y es posible que parte de ella haya sido escrita en Escocia. El ciclo del Úlster, ambientado alrededor de los comienzos de la era cristiana, consiste en un conjunto de historias heroicas sobre la vida de Conchobar mac Nessa, rey de Úlster, sobre el gran héroe Cúchulainn, y sobre los amigos, amantes y enemigos de ambos. Son estos los Ulaid, o el pueblo de la esquina noreste de Irlanda y la acción en tales historias se centra alrededor de la corte real en Emain Macha, cerca de la ciudad moderna de Armagh. Los Ulaid tenían vínculos estrechos con la Escocia gaélica, lugar donde se dice que Cúchulainn aprendió las artes de la guerra.
El ciclo consta de historias acerca del nacimiento, vidas tempranas y entrenamiento, romances, batallas, banquetes y muertes de estos héroes y refleja una sociedad guerrera en la cual la guerra consiste fundamentalmente en combates individuales y la riqueza se mide principalmente en ganado. La mayoría de estas historias están escritas en prosa. La obra principal del ciclo del Úlster es el Táin Bó Cúailnge. Otros cuentos importantes en el ciclo del Úlster incluyen La trágica muerte del hijo único de Aife, Fled Bricrenn: La fiesta de Bricriu y Togail Bruidne Dá Derga "La destrucción del hostal de Da Derga". En al menos algunos aspectos, este ciclo es cercano a los ciclos mitológicos del resto del mundo de habla gaélica. Algunos personajes de estos últimos ciclos reaparecen, y es bastante evidente la referencia al mismo tipo de magia de personajes que cambian de forma, junto con un realismo sombrío, casi cruel. Si bien puede asumirse que algunos personajes, tales como Medb o Cú Roí, fueron alguna vez deidades, y Cúchulainn en particular muestra una destreza sobrehumana, los personajes son definitivamente mortales y están enraízados en momentos y lugares específicos. Adaptaciones al gaélico escocés de los cuentos del ciclo del Úlster pueden encontrarse en el manuscrito de Glenmasan.

## Finn y los Fianna
Las historias de Finn mac Cumhaill (en irlandés antiguo, medio y moderno: Find, Finn y Fionn, respectivamente) y su banda de soldados, los Fianna, parecen estar ambientadas alrededor del siglo III en la Irlanda y Escocia gaélicas. Son diferentes de otros ciclos mitológicos gaélicos en la fuerza de sus vínculos con la comunidad de habla gaélica en Escocia y sobreviven muchos textos provenientes de ese país. Asimismo, se diferencian del ciclo del Úlster en que las historias son narradas principalmente en verso y en que su tono es más cercano a la tradición del romance (novela de caballerías) que a la tradición épica.
La fuente más importante del llamado ciclo feniano es el Acallam na Senórach (Coloquio de los ancianos), que aparece en dos manuscritos del siglo XV, el <i>Libro de Lismore</i> y un manuscrito del siglo XVII proveniente de Killiney, en el condado de Dublín. La evidencia lingüística ubica el texto en el siglo XII. El texto describe conversaciones entre los últimos sobrevivientes de los Fianna y san Patricio y tiene unas 8.000 líneas. La fecha tardía de estos manuscritos puede reflejar una tradición oral más larga sobre las historias fenianas, misma tradición oral que James Macpherson interpretó del gaélico al inglés en las historias de Ossian.
Los Fianna de la historia están divididos en los clanes de Baiscne, comandado por Fionnghall, y de Morna, comandado por su enemigo, Goll mac Morna. Goll dio muerte en batalla al padre de Fionnghall, Cumhal, y el niño Fionn fue criado en secreto. En su juventud, mientras se entrena en el arte de la poesía, accidentalmente se quema el pulgar mientras cocinaba el Salmón del Conocimiento, y al chuparse o morderse el pulgar recibe ráfagas de formidable sabiduría. Tras ocupar su lugar como líder de su banda se narran numerosas historias de sus aventuras. Dos de los cuentos gaélicos más grandes, Tóraigheacht Dhiarmada agus Ghráinne (La persecución de Diarmuid y <i>Gráinne</i>) y Oisin in Tír na nÓg hacen parte de este ciclo. La historia de Diarmuid y Grainne, uno de los pocos cuentos fenianos en prosa, es probablemente una de las fuentes de la leyenda de Tristán e Isolda.
El mundo del ciclo feniano es uno en el que guerreros profesionales pasan su tiempo cazando, luchando y teniendo aventuras en el mundo de los espíritus. Se espera que los nuevos miembros de la banda sepan de poesía y que pasen a una serie de pruebas físicas o suplicios. No existe elemento religioso alguno en estos cuentos a menos que sea uno de culto a los héroes.

## Mitos y leyendas de las islas Hébridas
Los hombres azules de El Minch (conocidos también como kelpies de la tormenta), criaturas mitológicas que viven en el estrecho de agua entre la isla de Lewis y Escocia, buscan marineros para ahogar y barcos en problemas para hundir.[cita requerida]
Los kelpies son míticos espíritus del agua en las tierras bajas de Escocia de los que se dice adoptan diferentes formas. Por lo general, aparecen en forma de caballo. Hay otro espíritu conocido como kelpie de agua que supuestamente se aparece en lagos y ríos, ahogando a la gente. También se dice que ayuda a hacer funcionar los molinos por las noches.
Seonaidh era un espíritu celta del agua al que los residentes de Lewis solían dar culto ofrendando un vaso de ale. Según Martin, una noche la gente de Lewis trató de apaciguar a Seonaidh. Se reunieron en la iglesia de St. Mulway y cada persona llevó comida y las cosas necesarias para el culto. Elaboraron entonces la cerveza de la bolsa de malta que cada familia llevó. Un miembro elegido de la congregación se metió al mar hasta que el agua le dio a la cintura sosteniendo la copa llena de cerveza y se la ofrendó a Seonaidh con la oración: "Te doy esta copa de cerveza, esperando que seas tan bueno de enviarnos muchas cosas del mar que enriquezcan nuestro suelo durante el próximo año". Este evento ocurrió en la noche. Tras hacer la ofrenda, la persona regresó a la playa, y toda la gente allí reunida se fue a la iglesia donde brillaba en el altar una vela encendida. Tras algún tiempo, cuando llegó el momento oportuno, apagaron la vela. Luego, los habitantes se reunieron en un campo tras la iglesia y celebraron bebiendo cerveza. Regresaron entonces a sus casas con la esperanza de que serían bendecidos con una abundancia de cosechas la próxima temporada.
Un niño cambiado (en inglés, changeling) es un cuento de hadas en el que un hada secuestra a un bebé de la cuna para sustituirlo luego por otro ser mágico. Suele ser normal y adulto, aunque parezca un niño.

## Folclore de las Orcadas y las Shetland
Se dice que las selkies viven como focas en el mar, pero que mudan su piel en tierra firme para convertirse en humanos, con frecuencia para poder bailar a la luz de la luna llena. Sin embargo, si pierden su piel mientras están en forma humana, quedarán atrapados para siempre en su forma humana. Se dice que cuando asumen forma humana tienen hermoso cabello verde. A menudo habitan en rocas e islas ocultas entre las olas para protegerse de los humanos. Los selkies son criaturas mortales. Al parecer, la leyenda es más común en las islas Orcadas y las islas Shetland y es muy similar a las leyendas sobre doncellas cisne.
Los wulvers son bondadosas criaturas, similares a los hombres lobo. Se dice que dejan comida a las familias pobres.

## Mitología religiosa
Si bien el mito es a veces un aspecto del folclore, no todo mito es folclore, así como no todo el folclore es mito o mitológico. Con frecuencia, quienes se interesan en la mitología suelen centrarse más en seres no humanos (a veces llamados "sobrenaturales"). Han existido numerosos grupos de tales entidades sobrenaturales en la cultura escocesa, algunos de ellos específicos a ciertos grupos étnicos en particular (gaélicos, nórdicos, germánicos, etc.), mientras que otros probablemente evolucionaron a partir de las circunstancias únicas a Escocia.
Originalmente, las divinidades precristianas de la Escocia gaélica eran los Aos-sídhe, Sìdhichean o "Hadas". El cristianismo empezó a sustituir la mayor parte de la mitología original, haciendo que los mitos disminuyeran en poder y prominencia. Los escolares gaélicos medievales los agruparon en la categoría de los Tuatha Dé Danann, que comparten ciertas características con otros personajes en la literatura celta. Las creencias populares sobre las banshee reflejan así mismo aspectos de estos seres. Hay otros seres sobrenaturales cuyas características reflejan patrones folclóricos de todas partes el mundo. Espíritus ancestrales y gigantes que ayudan a darle forma al paisaje y representan las fuerzas de la naturaleza son ubicuos y pueden señalar registros de mitología que no pertenecen a la élite.

## El monstruo del lago Ness

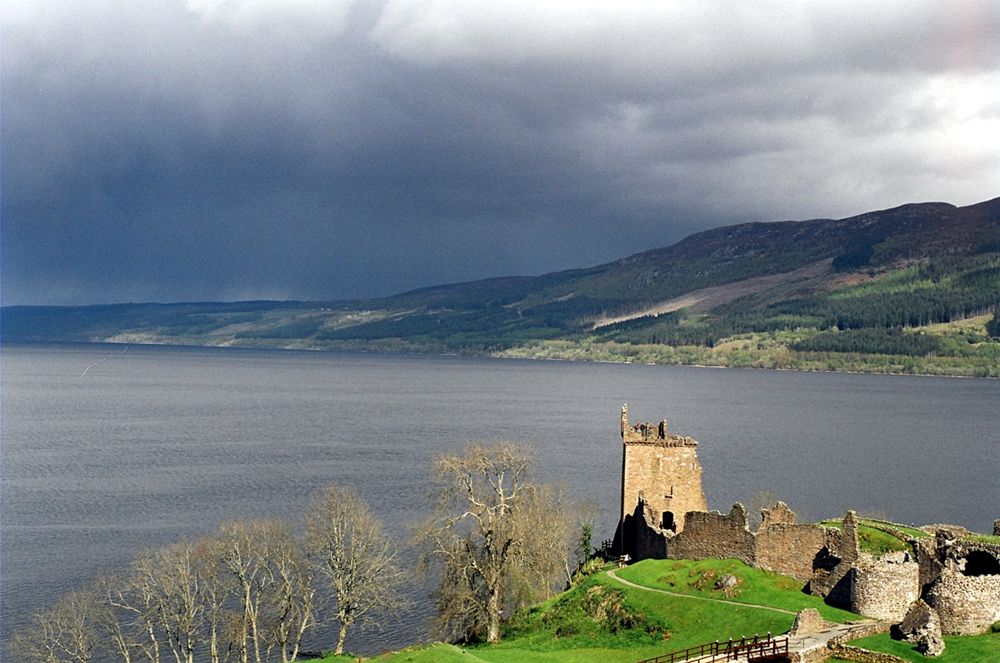
Loch Ness, el lago en Escocia en el que se reporta que se ha avistado al monstruo

El monstruo del Lago Ness o "Nessie" es una legendaria criatura acuática reportada a partir de muchos avistamientos a lo largo de muchos años. Una creencia popular es que el monstruo es de hecho un sobreviviente solitario de los "extintos plesiosaurios". Si bien se han reportado avistamientos del monstruo desde el siglo VI, en tiempos recientes los avistamientos empezaron a reportarse tras la construcción de una carretera alrededor del lago. El primer reporte de un avistamiento de Nessie sobre tierra fue a unos 20 metros del lago, hacia donde el monstruo se acercaba, visto por un hombre de apellido Spicer y su esposa quienes supuestamente lo vieron el 22 de julio de 1933. En abril de 1934, un cirujano de Londres tomó una célebre fotografía mientras viajaba a Inverness, pero su autenticidad ha sido puesta en cuestión. Incluso se reportaron avistamientos durante los días de la Segunda Guerra Mundial en mayo de 1943 por parte de un tal C. B. Farrel, un miembro de los Royal Observer Corps (un cuerpo de defensa civil encargado de observar los cielos para detectar aeronaves enemigas).
El lago Ness mide 36 km de largo y 2.4 km de ancho máximo. Su profundidad es de 230 m y el lecho del lago es plano como un "cesped de bolos". Tiene el volumen más grande de Gran Bretaña.
El primer avistamiento reportado del monstruo del lago Ness ocurrió en el río Ness en el año 565 d. C. El monje irlandés San Columba se alojaba en la tierra de los pictos con sus compañeros cuando se cruzó con unos lugareños que enterraban a un hombre junto al río Ness. Le explicaron que el hombre estaba nadando en el río cuando había sido atacado por una "bestia del agua" que lo había mutilado y arrastrado bajo el agua. Intentaron rescatarlo en un bote, pero solo fueron capace de encontrar su cadáver. Columba sorprendió a los pictos cuando tras escuchar esto envió a uno de sus seguidores, Luigne moccu Min, a cruzar a nado el río. La bestia fue por él, pero Columba hizo la señal de la cruz y le ordenó: "No avances más. No toques al hombre. Devuélvete ya mismo". La bestia se detuvo de inmediato como si hubiera sido "halada con cuerdas" y huyó aterrorizada, y tanto los hombres de Columba como los pictos paganos alabaron a Dios por el milagro.

## Leyenda artúrica
La mayor parte de la mitología artúrica nativa de Escocia ha sido transmitida oralmente en celta en canciones gaélicas escocesas como 'Am Bròn Binn' (La dulce pena). En la leyenda artúrica, Mordred, sobrino del rey Arturo, se crio en las Orcadas y se especula que la aldea de Camelon en Stirlingshire pudo haber sido el 'Camelot' original. Según una tradición, Arturo tenía un hijo escocés de nombre Smervie More.